# Тайник на Эльбе
«Тайник на Эльбе» (нем. Geheimarchiv an der Elbe) — военный шпионский фильм ГДР 1962 года режиссёра Курта Юнг-Альзена по одноимённому роману советского писателя Александра Насибова.

## Сюжет
Последние месяцы перед окончанием Второй мировой войны. Группенфюрер СС Упиц ведёт переговоры с разведкой США о передаче им секретного архива СС, содержащего полную картотеку агентурной сети Гестапо от Балкан до Прибалтики. Сдача должна быть его страховкой на послевоенный период. Но советская разведка также осведомлена об архиве, который, как предполагается, находится в Гамбурге в скалистом утесе на Эльбе. Чтобы заполучить архив в тыл немцам забрасываются советский майор Керимов и немец-антифашист Герберт Ланге. Ланге арестован, но Керимову удается установить контакт с немецкими бойцами Сопротивления. В стремительно развивающихся событиях смелой и дерзкой операцией Керимову, представляющего себя Упицу как американского агента, удаётся вывезти архив на самолете в СССР.

## В ролях
- Ханс-Петер Минетти — майор Керимов
- Альберт Хеттерле — полковник Рыбин
- Гюнтер Зимон — группенфюрер СС Упиц
- Ханс-Йоахим Мартенс — штандартенфюрер Больм
- Гюнтер Хаак — штурмфюрер Торп
- Альфред Штруве — адъютант Упица
- Йоханнес Арпе — Кюмец
- Рудольф Ульрих — обер-ефрейтор Герберт Лянге
- Хельга Гёринг — фрау Лянге, его жена
- Ханс Люк — Теддер
- Адольф Фишер — Шубрет
- Эрих Брауэр — Отто Вилкен
- Курт Юнг-Альзен — Беккер
- и другие

## Критика
Современная фильму критика ГДР отмечала, что его вступление было слишком долгим, а большое число персонажей затрудняло зрителю понимание взаимосвязей и основной линии сюжета, журнал «Der Morgen» назвал фильм средним, с «полностью бледными» персонажами, однако, спустя полвека «Lexikon des internationalen Films» отметил, что это был  хотя и «с некоторыми формальными недостатками», но «отчасти довольно захватывающий фильм».